# Supercopa da CAF de 2024
A Supercopa da CAF de 2024 (oficialmente a Supercopa Total CAF 2024 por motivos de patrocínio) foi a 33ª edição organizada pela Confederação Africana de Futebol (CAF), entre os vencedores das temporadas anteriores. as duas competições de clubes da CAF na temporada, a Liga dos Campeões da CAF e a Copa das Confederações da CAF.

## Equipes
Estatísticas
| Equipe  | Qualificação                                      | Participação anterior (negrito indica vencedores)                                   |
| ------- | ------------------------------------------------- | ----------------------------------------------------------------------------------- |
| Al-Ahly | Vencedor Liga dos Campeões da CAF de 2023–24      | 11 ( 1994 , 2002 , 2006 , 2007 , 2009 , 2013, 2014 , 2015 , 2021 , 2021–22 , 2023 ) |
| Zamalek | Vencedor Copa das Confederações da CAF de 2023–24 | 5 ( 1994 , 1997 , 2001 , 2003 , 2020 )                                              |

Uns dos 2 maiores clubes da África, Zamalek e Al-Ahly vão para sua segunda final na Supercopa da CAF, ambos se enfrentaram na Supercopa da CAF de 1994, com o Zamalek sendo campeão por 1-0.

## Detalhes da partida
| 27 de setembro de 2024 | Al-Ahly          | 1 – 1     | Zamalek   | Kingdom Arena, Riade       |
|                        | Abou Ali p' (44) | Relatório | Mansi 77' | Árbitro: LBY Mutaz Ibrahim |

|                                          |       | Penalidades                          |  |
| Rabia Kamal Attiyat Allah Taher Abou Ali | 3 – 4 | El Said Mathlouthi Mansi Abdelmaguid |  |

## Premiação
| Supercopa da CAF de 2024     |
| Egito                        |
| ---------------------------- |
| ZAMALEK Campeão (5.º título) |